# ハイム・ヘルツォーグ
ハイム・ヘルツォーグ（ヘブライ語: חיים הרצוג, Chaim Herzog, 1918年9月17日 - 1997年4月17日）は、イスラエルの大統領（1983年 - 1993年）を務めた。それまでにはイギリス陸軍とイスラエル国防軍（IDF)に所属していた。

## 生涯

### 黎明期
ヘルツォーグはアイルランド、ベルファストのクリフトン・パーク通りに生まれた。彼の父親は著名なラビのイツハク・ハレヴィ・ヘルツォーグで、1919年から1937年までアイルランドのチーフ・ラビであり、後のパレスチナとイスラエルでもアシュケナジのチーフ・ラビに就任している。家族の家はアイルランド、ダブリン、ポートベロのブルームフィールド通り33番にあった。ヘルツォーグはダブリンにあるウェスリー・カレッジで学んだ。
彼は1935年にパレスチナへ移住し、1936年から1939年にかけてのアラブ暴動の間はユダヤ人の準軍隊組織であるハガナーに従軍していた。
彼は法学位を取得するため、ユニヴァーシティ・カレッジ・ロンドンに進み、リンカーンズ・イン法学院でバリスターの資格を得た。彼は第二次世界大戦中にイギリス陸軍に入軍し、機甲師団の中で主にタンク・コマンダーとしてドイツでの作戦に加わった。彼はそこで、「ヴィヴィアン」という生涯の渾名を称される。これはイギリス人が彼の「ハイム」という名を発音できなかったためで、あるユダヤ人兵士が英語の「ヴィヴィアン」は「ハイム」と同じ意味だと彼に教えたという(Living History, p. 47)。彼は1943年にインテリジェンス・コープス（Intelligence Corps）の一員に任命され、捕らえられたドイツ兵をハインリヒ・ヒムラーと特定するなどのほか、いくつかの強制収容所の解放に参加した。彼は1947年に軍を離れた。階級は少佐だった。

### 軍人・法律家・政治家としての経歴
戦争の後すぐ、彼はパレスチナに戻った。イスラエル建国の後、彼は第一次中東戦争でラトルンの戦いで将校として戦った。彼の第二次世界大戦における諜報員としての経験は貴重な資産と見なされ、後に彼は1948年から1950年にかけてイスラエル参謀本部諜報局の局長となり、1959年から1962年にも再任した。彼はアメリカ合衆国のイスラエル大使館で駐在武官となった。彼はIDFを1962年に少将の地位と共に引退した。
軍を離れた後ヘルツォーグは私法事務所を開業した。彼は1967年に六日間戦争が起こった際、コル・イスラエル（イスラエル放送局）の軍事解説者として公的な場に戻り、ヨルダン川西岸の占領の後、彼は東エルサレム、ユダヤ・サマリア地区の初代軍事総督に任命された。
1972年に彼はマイケル・フォックスとヤアコヴ・ネエマンと共にヘルツォーグ・フォックス・アンド・ネエマンという法律事務所を立ち上げた。イスラエルの法律事務所では最大のものの一つである。
1975年にヘルツォーグはイスラエルの国連大使に任命され、1978年までその地位についた。彼の任期中に国連は「シオニズムはレイシズムである」という決議（国連総会決議3379）を採択した。ヘルツォーグはこれを批判し、象徴的に破り捨て、こう語った。
「我々、ユダヤ人からして、この決議は憎悪、虚偽、傲慢を基にしたものであり、あらゆる道徳や、法的な有用性に欠けるものです」
1981年の選挙でヘルツォーグは初の政界入りを果たし、後の労働党、アラインメント党のメンバーとしてクネセトに議席を得た。

### 大統領時代
1983年、彼はクネセトによって第6代イスラエル大統領に選出される。彼は5年の任期を2期務め、イスラエルの基本法によって許される最大限の任期をまっとうし、1993年に政治家を引退した。イスラエルの大統領として、ヘルツォーグは多くの外訪を行い、いくつかの極東の国やオーストラリア、ニュージーランドを訪問しただけでなく、イスラエルの大統領で初めてドイツを公式訪問した。彼はまた、Kav300事件を含むシャバックに対する特赦でも知られる。
ヘルツォーグは1985年に彼のアイルランドへの公式訪問中、母校であるダブリンのウェスリー・カレッジを訪れた。そしてその際、彼はダブリンにアイリッシュ・ユダヤ博物館を開いている。
ヘルツォーグは1997年4月17日に死去した。彼はエルサレムのヘルツルの丘に葬られた。

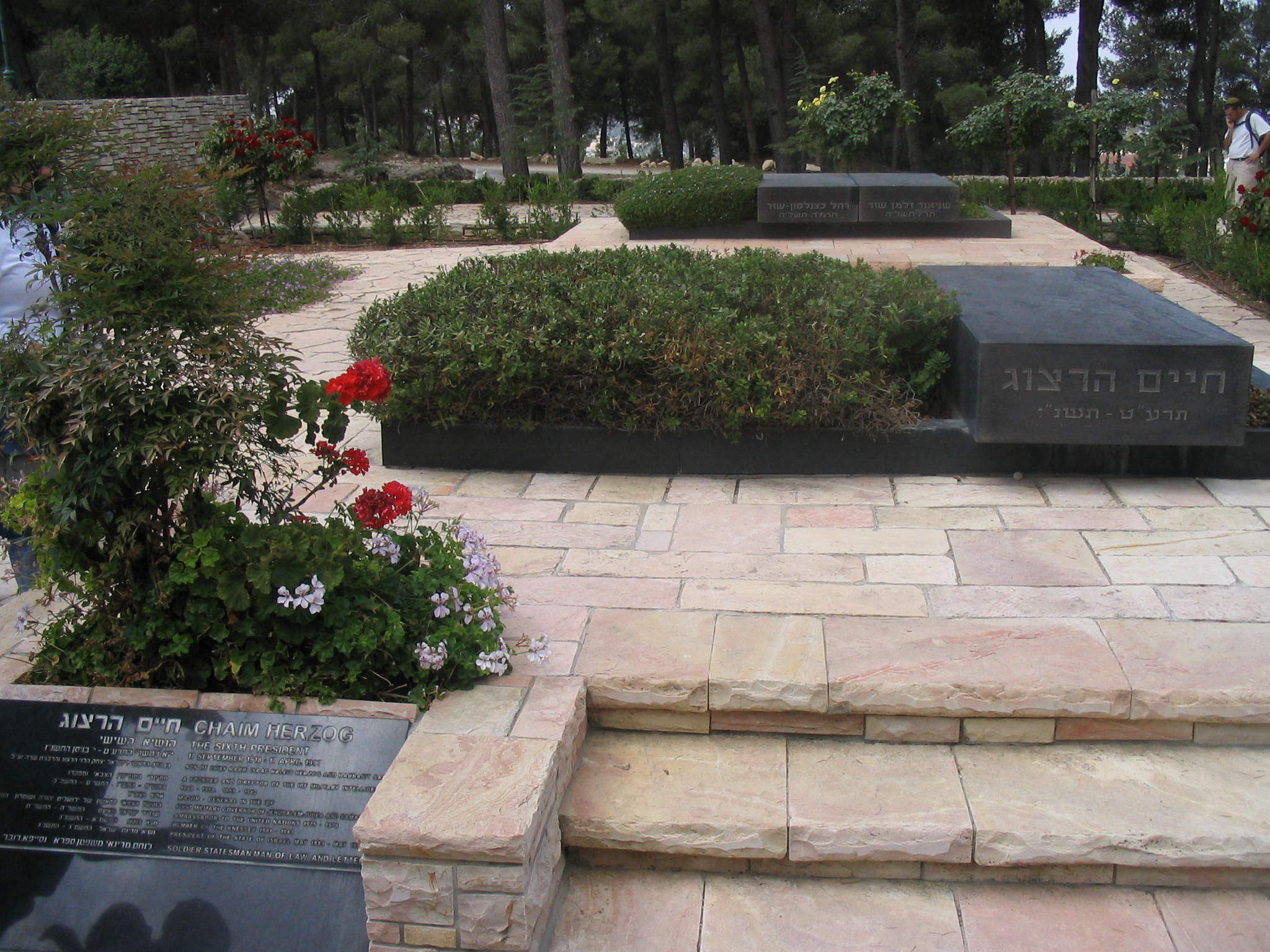
ヘルツルの丘にある墓

ヘルツォーグは論争を生みながらも、地下組織のメンバーで、1984年の西岸地区の町ヘブロンでの4人のパレスチナ人殺害で1985年に終身刑を受けていた3人のユダヤ人受刑者、メナヘム・リヴニ、ウジ・シャルバフ、シャウル・ニルの減刑を行っている。ヘルツォーグは最初は刑期を24年に減らし、次に15年、そして1989年に刑期は10年まで下げられ、受刑者らの態度が品行方正だったため2年後に解放された。

### 大統領引退後
1995年に当時の首相であり、IDF時代はヘルツォーグの上司だったイツハク・ラビンが暗殺された事件に関して彼はバル＝イラン大学で演説を行い、
と怒りを込めて語った。

## 家族

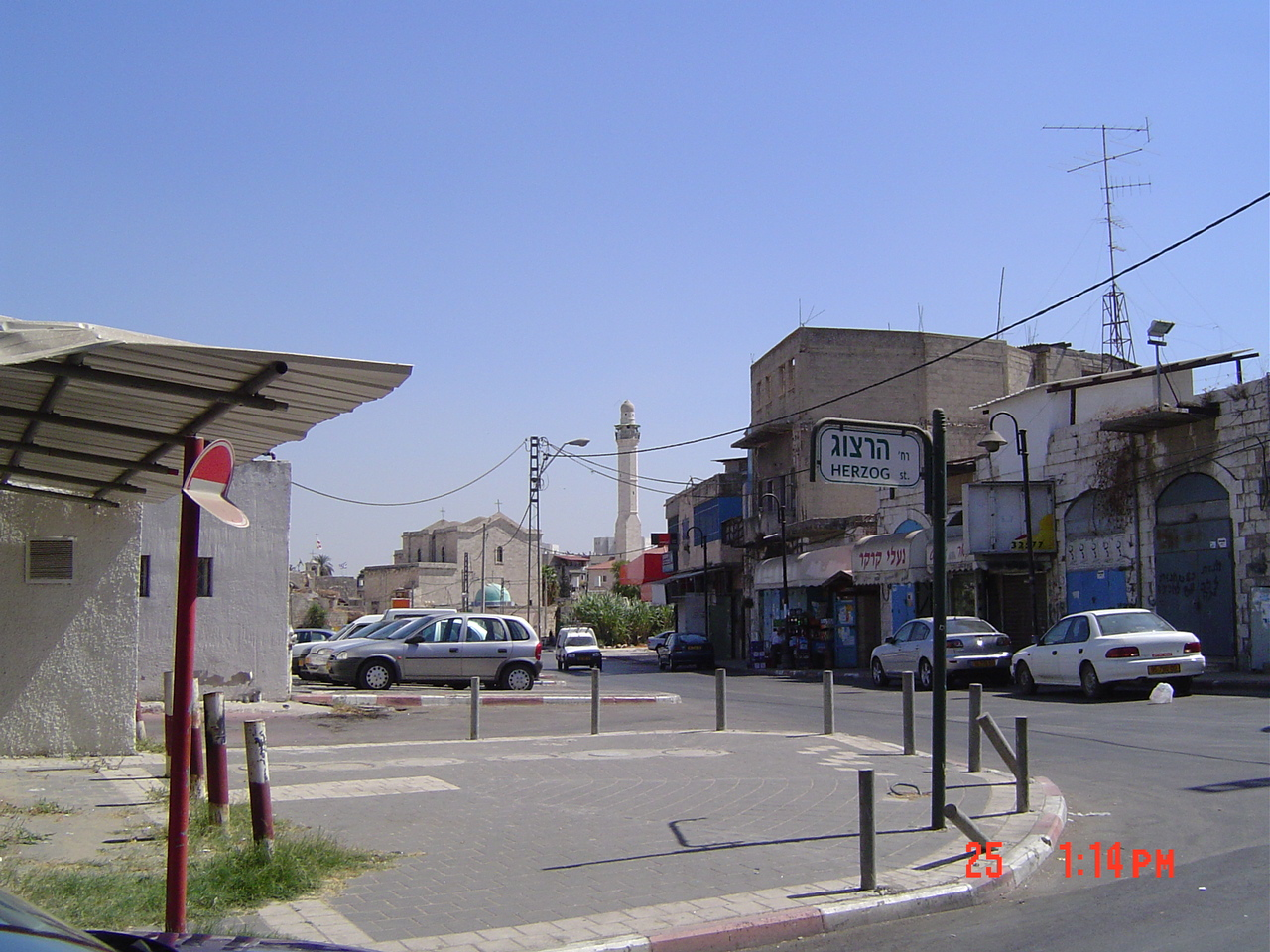
ロッドにあるヘルツォーグ通り

ヘルツォーグの妻と、アバ・エバンの妻は姉妹であり、彼はエバンの義弟に当たる。ヘルツォーグには3人の子供がおり、そのうちの一人、イツハク・ヘルツォーグは2021年7月7日に父と同じく大統領に就任した。
イスラエルにはチーフ・ラビであった彼の父親及び彼自身の名前から取られた通りが見られる。